# 終物語
《終物語》（日语：／ Owarimonogatari），是日本小說家西尾維新的刊載《物語系列》的輕小說，分為三部發行，由台灣插畫家VOFAN繪製插圖。

## 故事概要
故事以阿良良木曆高中三年的十月下旬開始，將他過去的事件揭露，從而引申至今天將怪異迫近自己的問題徹底解決。
上
第一話「扇公式」
某一天，後輩忍野扇很自然地進入阿良良木曆的高中生活當中，並邀請他一同探索學校以內，一個不應存在的空間。過程當中，兩年前牽連到一年三班38人的懸疑事件被重新帶出。
第二話「育謎題」
突然回來的同學老倉育，將所有的討厭強加於曆身上。曆開始思考對方多年來怨恨自己的理由，繼而向扇揭露身為初中生時的一段秘密經歷。
第三話「育迷失」
沒完沒了的疑問，驅使曆進一步深究老倉育多年來的真實去向。就在扇再一次借故同行之時，意識到不妥的班長羽川翼即時介入。
中
第四話「忍盔甲」
暑假已經結束而第二學期開始，原本潛伏在他的陰影中的吸血鬼忍野忍消失了。詢問怪異專家臥煙伊豆湖原因之後，他以打電話給神原駿河，然後兩人遇到陌生與可怕的力量。
下
第五話「真宵地獄」
曆在考試當天前往神社被殺後再次醒來的他，竟遇到本已成佛的八九寺真宵。
第六話「黑儀約會」
考試結束後的曆和黑儀進行一天的約會。
第七話「扇黑闇」
在得知忍野扇的身份和目的後，曆決定獨自一人與之對質。
封面上卷為忍野扇，中卷為臥煙伊豆湖，下卷為戰場原黑儀。

## 登場人物
阿良良木暦
忍野扇
老倉育
羽川翼
忍野忍
神原駿河
八九寺真宵
戦場原黑儀
臥煙伊豆湖
斧乃木余接
耶皮索多
死屍累生死郎

### 原本的一年三班
深遠霜乃
問嶋水仙
蟻暮琵琶
雉切帆河
糖根軸
周囲通魔
小馬沖忠
速町整子
鉄条径
目辺実粟
品庭綾伝
足根敬離
激坂悲
医上道定
苦部合図
甲堂草書
趣沢住度
巣内告詞
題野木苺
長靴頂下
把賀濾過
氷熊戚朗
菱形情路
歩藤四島
窓村壁
余来承継
冬波境篤
実崎明媚
湯場職則
割取質枝
浮飛急須
毬角瓢衣
砂浜類瀬
服石点呼

## 书籍信息
| 標題         | 發售日 (日)    | ISBN (日)              | 發售日 (台)    | ISBN (台)              | 收錄章節                                               |
| ------------ | -------------- | ---------------------- | -------------- | ---------------------- | ------------------------------------------------------ |
| 終物語（上） | 2013年10月23日 | ISBN 978-4-06-283857-3 | 2016年3月18日  | ISBN 978-957-10-6467-3 | 第一章「扇公式」 第二章「育謎語」 第三章「育迷失」     |
| 終物語（中） | 2014年1月31日  | ISBN 978-4-06-283861-0 | 2016年11月10日 | ISBN 978-957-10-6575-5 | 第四章「忍盔甲」                                       |
| 終物語（下） | 2014年4月3日   | ISBN 978-4-06-283868-9 | 2017年7月17日  | ISBN 978-957-10-7453-5 | 第五章「真宵地獄」 第六章「黑儀約會」 第七章「扇黑闇」 |

## 電視動畫
於2015年7月7日宣佈動畫化，內容涵蓋「終物語（上）」及「終物語（中）」，將於10月3日首播。第二季預定2017年、將最後「終物語（下）」全部內容完整播出。

### 製作人員
- 原作：西尾維新「終物語」（講談社BOX）[2]
- 角色原案：VOFAN
- 企劃：夏目公一朗（Aniplex）、鈴木伸育（講談社）
- 總監督：新房昭之
- 監督：板村智幸
- 系列構成：東富耶子、新房昭之
- 角色設計：渡邊明夫
- 總作畫監督：渡邊明夫、岩崎大輔、西澤真也
- 佈局作畫監督：高岡淳一
- 美術設定：大原盛仁
- 製作設計：武內宣之
- 美術監督：內藤健
- 美術協力：飯島壽治
- 色彩設定：日比野仁、渡邊康子
- 色彩設計：瀧澤泉
- 攝影監督：江上憐
- 剪接：松原理惠
- 音響監督：鶴岡陽太
- 音樂：羽岡佳
- 音樂製作：Aniplex
- 動畫製作：SHAFT
- 製作人：岩上敦宏（Aniplex）、松下卓也（講談社）、久保田光俊（SHAFT）
- 製作：Aniplex、講談社、SHAFT

### 主題曲
片頭曲
- 第一季

「decent black」（正派之黑）
播放：第1话、第2话
作詞：meg rock，作曲、編曲：（Clammbon），演唱：忍野扇（水橋香織）
導演：URA
「mathemagics」（數學魔法）
播放：第3话、第4话、第6话（第6话仅電視动画）
作詞：meg rock，作曲、編曲：（Clammbon），演唱：老倉育（井上麻里奈）
導演：高津幸央
「Yūdachi Hōteishiki」（夕立方程式）
播放：第5话~第7话（BD及DVD版）
作詞：meg rock，作曲、編曲：（Clammbon），演唱：老倉育（井上麻里奈）
「mein schatz」（我的摯愛）
播放：第8话~第13话
作詞：meg rock，作曲：（Clammbon），編曲：（Clammbon）、高田龍一（MONACA）
- 第二季

「terminal terminal」（終之又終）
播放：第1话~第4话（第3-4话仅電視动画）
作詞：meg rock，作曲、編曲：（Clammbon）、神前曉，演唱：八九寺真宵（加藤英美里）
「dreamy date drive」（夢幻的自駕約會）
播放：第3话~第4话（BD及DVD版）
作詞：meg rock，作曲、編曲：神前曉，演唱：戰場原黑儀（齋藤千和）
「dark cherry mystery」（黑櫻秘密）
播放：第5话~第7话
作詞：meg rock，作曲、編曲：（Clammbon），演唱：忍野扇（水橋香織）
片尾曲
- 第一季

（再見的行蹤）
作曲、編曲：瀧川、Saku；作詞、主唱：瀧川
動畫製作：、會津孝幸
- 第二季

「SHIORI」（栞）
作詞、作曲：小川智之，編曲：湯浅篤，主唱：ClariS

### 各話列表
| 話數   | 日文標題 | 中文標題        | 劇本              | 分鏡              | 演出              | 作畫監督                                                                | 片尾插畫       |
| 第一季 | 第一季   | 第一季          | 第一季            | 第一季            | 第一季            | 第一季                                                                  | 第一季         |
| ------ | -------- | --------------- | ----------------- | ----------------- | ----------------- | ----------------------------------------------------------------------- | -------------- |
| 1      |          | 扇公式 其之壹   | 木澤行人          | 板村智幸          | 板村智幸 大橋一輝 | 宮嶋仁志、住本悅子 山崎克之、中村真由美 築山翔太、櫻井司                |                |
| 2      |          | 扇公式 其之貳   | 木澤行人          | 板村智幸          | 板村智幸 大橋一輝 | 宮嶋仁志、住本悅子 山崎克之、中村真由美 築山翔太、櫻井司                |                |
| 3      |          | 育謎題 其之壹   | 中本宗應          | 大石美繪          | 吉澤翠            | 宮井加奈、藤本真由 越後光崇                                             |                |
| 4      |          | 育謎題 其之貳   | 木澤行人          | 數井浩子          | 尋田耕輔          | 井畑翔太、加藤劍                                                        |                |
| 5      |          | 育迷失 其之壹   | 木澤行人          | 若林信            | 草川啟造          | 玉木慎吾、加藤弘將 大村將司、井畑翔太                                   |                |
| 6      |          | 育迷失 其之貳   | 中本宗應          | 大石美繪          | 大谷肇            | 諏訪壯大、柳孝相 服部一郎、飯田宏義                                     | Yaokin/Masenbo |
| 7      |          | 育迷失 其之叁   | 中本宗應          | 安食圭            | 岡田堅二朗        | 宮嶋仁志、築山翔太 山崎克之、梶浦紳一郎                                 |                |
| 8      |          | 忍盔甲 其之壹   | 木澤行人          | 數井浩子          | 板村智幸          | 宮井加奈、 石原惠治、中村真由美 櫻井司                                  | 優             |
| 9      |          | 忍盔甲 其之貳   | 木澤行人          | 名村英敏 板村智幸 | 玉木慎吾          | 加藤弘將、井畑翔太 加藤劍                                               |                |
| 10     |          | 忍盔甲 其之叁   | 中本宗應          | 潮月一也          | 鈴木拓磨          | 宮嶋仁志、築山翔太 山崎克之                                             | 三角頭         |
| 11     |          | 忍盔甲 其之肆   | 中本宗應          | 大石美繪          | 草川啟造          | 加藤弘將、福島秀機 上野卓志、井畑翔太                                   | 和泉Tsubasu    |
| 12     |          | 忍盔甲 其之伍   | 中本宗應          | 若林信            | 外山草            | 宮井加奈、伊藤良明 高橋、潮月一也 櫻井司、清水勝祐 中村真由美、野道佳代 | 弘兼憲史       |
| 13     |          | 忍盔甲 其之陸   | 中本宗應          | 數井浩子          | 岡田堅二朗        | 宮嶋仁志、築山翔太 秋葉徹、山崎克之 杉山延寬、潮月一也                  | 渡邊明夫       |
| 第二季 |          |                 |                   |                   |                   |                                                                         |                |
| 1      |          | 真宵地獄 其之壹 | 木澤行人 中本宗應 | 板村智幸          | 板村智幸          | 佐藤隼也、秋葉徹、築山翔太                                              | VOFAN          |
| 2      |          | 真宵地獄 其之貳 | 木澤行人 中本宗應 | 板村智幸          | 金子祥之          | 佐藤隼也、秋葉徹、鈴木勘太 高橋みき、小堺能夫、櫻井司 宮嶋仁志          | VOFAN          |
| 3      |          | 黑儀約會 其之壹 | 木澤行人 中本宗應 | 數井浩子          | 中野彰子          | 中野彰子、小田多恵子                                                    | VOFAN          |
| 4      |          | 黑儀約會 其之貳 | 木澤行人 中本宗應 | 安食圭            | 板村智幸          | 秋葉徹、宮嶋仁志、高橋みき 佐藤隼也                                     | VOFAN          |
| 5      |          | 扇黑闇 其之壹   | 木澤行人 中本宗應 | 大石美繪          | 浅見隆司          | 秋葉徹、山崎克之、築山翔太 小堺能夫、櫻井司                             | 渡邊明夫       |
| 6      |          | 扇黑闇 其之貳   | 木澤行人 中本宗應 | 平向智子          | 宮西哲也          | 秋葉徹、築山翔太、小堺能夫 櫻井司、佐藤隼也、松浦力                     | 渡邊明夫       |
| 7      |          | 扇黑闇 其之叁   | 木澤行人 中本宗應 | 板村智幸          | 板村智幸          | 秋葉徹、宮嶋仁志、佐藤隼也 高橋みき、中俣由貴乃、池田弘明               | 渡邊明夫       |

### 動畫BD和DVD
| 卷數 | 標題         | 收錄集數  | 發售日         | 封面角色             | 規格編號      | 規格編號      |
| 卷數 | 標題         | 收錄集數  | 發售日         | 封面角色             | BD            | DVD           |
| ---- | ------------ | --------- | -------------- | -------------------- | ------------- | ------------- |
| 1    | 扇公式       | 第1-2話   | 2015年12月23日 | 忍野扇               | ANZX-11941/2  | ANZB-11941/2  |
| 2    | 育謎題       | 第3-4話   | 2016年1月27日  | 老倉育               | ANZX-11943/4  | ANZB-11943/4  |
| 3    | 育迷失       | 第5-7話   | 2016年2月24日  | 老倉育               | ANZX-11945/6  | ANZB-11945/6  |
| 4    | 忍盔甲（上） | 第8-10話  | 2016年3月23日  | 忍野忍               | ANZX-11947/8  | ANZB-11947/8  |
| 5    | 忍盔甲（下） | 第11-13話 | 2016年4月27日  | 刃下心、死屍累生死郎 | ANZX-11949/50 | ANZB-11949/50 |
| 6    | 真宵地獄     | 第14-15話 | 2017年10月25日 | 八九寺真宵           | ANZX-13361/2  | ANZB-13361/2  |
| 7    | 黑儀約會     | 第16-17話 | 2017年11月29日 | 戰場原黑儀           | ANZX-13363/4  | ANZB-13363/4  |
| 8    | 扇黑闇       | 第18-20話 | 2017年12月27日 | 阿良良木暦、忍野扇   | ANZX-13365/6  | ANZB-13365/6  |

### 播放電視台
日本深夜動畫：下文記載的日本国内播放時間使用日本標準時間（UTC+9）表示。因為部分時間标识會採用30小时制，因此請留意这类超过24:00的时间，其實際播放時間為翌日清晨。
| 播放地區   | 播放電視台   | 播放日期         | 播放時間（UTC+9）     | 所屬聯播網 | 備註                       |
| ---------- | ------------ | ---------------- | --------------------- | ---------- | -------------------------- |
| 東京都     | TOKYO MX     | 2015年10月3日－  | 星期六 24：00－24：30 | 獨立UHF局  |                            |
| 栃木县     | 栃木電視台   | 2015年10月3日－  | 星期六 24：00－24：30 | 獨立UHF局  |                            |
| 群馬县     | 群馬電視台   | 2015年10月3日－  | 星期六 24：00－24：30 | 獨立UHF局  |                            |
| 千葉县     | 千葉電視台   | 2015年10月6日－  | 星期二 25：00－25：30 | 獨立UHF局  |                            |
| 神奈川县   | 神奈川電視台 | 2015年10月6日－  | 星期二 25：30－26：00 | 獨立UHF局  |                            |
| 埼玉县     | 埼玉電視台   | 2015年10月6日－  | 星期二 26：05－26：35 | 獨立UHF局  |                            |
| 愛知县     | 愛知電視台   | 2015年10月6日－  | 星期二 26：05－26：35 | 東京電視網 |                            |
| 福岡县     | TVQ九州放送  | 2015年10月6日－  | 星期二 26：05－26：35 | 東京電視網 |                            |
| 北海道     | TV北海道     | 2015年10月6日－  | 星期二 26：05－26：35 | 東京電視網 |                            |
| 近畿廣域圈 | 毎日放送     | 2015年10月6日－  | 星期二 26：30－26：35 | 日本新聞網 |                            |
| 日本全国   | Niconico直播 | 2015年10月7日－  | 星期三 23：00 更新    | 網絡電視   | 首週免費，往後每集每次收費 |
| 日本全国   | BS11         | 2015年10月10日－ | 星期六 24：00－24：30 | 衛星電視   |                            |
| 日本全国   | AT-X         | 2015年10月10日－ | 星期六 25：00－25：30 | 衛星電視   |                            |

## 外部連結
- 講談社BOX：《物語系列》官方網站
- 電視動畫《終物語》第一季官網 （页面存档备份，存于）
- 電視動畫《終物語》第二季官網 （页面存档备份，存于）